# Сен-Женгольф (Вале)
Сен-Женгольф (фр. Saint-Gingolph) — деревня и община (коммуна) в Швейцарии, в кантоне Вале, близ границы с Францией.

## География
Коммуна расположена на берегу Женевского озера на границе с Францией. Граница проходит по реке Морг. С противоположной стороны границы расположена одноимённая французская коммуна Сен-Женгольф, фактически обе коммуны образуют единый населённый пункт, разделённый государственной границей.

## История
Церковь Сен-Женгольф была основана в 640 году (теперь на французской территории). В 1569 году деревня Сен-Женгольф была разделена между Швейцарией и Францией.

## Транспорт
В Сен-Женгольфе расположена конечная станция линии Сен-Женгольф — Ле-Бувре — Монте — Сен-Морис Швейцарских федеральных железный дорог.
Сен-Женгольф обслуживается пассажирскими судами компании CGN.

## Достопримечательности
В замке Сен-Женгольф размещается Музей традиций и барок Женевского озера, посвящённый местной истории и в особенности баркам Женевского озера, которые раньше строились в Сен-Женгольфе.